# Бараний Бугор
Бараний Бугор — село в Камызякском районе Астраханской области. Входит в состав Семибугоринского сельсовета. Население 225 человек (2010), 97 % из них — казахи (2002) .

## История

### Известные уроженцы села
- Нурекен Кушалаков (1900‒1944) — участник Великой Отечественной войны, гвардии рядовой, погиб в бою, защищая Севастополь[3].

## География
Бараний Бугор расположен в пределах Прикаспийской низменности в южной части Астраханской области, в дельте реки Волги и находится на правом берегу реки Болда к востоку от ерика Акузек. Расстояние по автодорогам до центра сельсовета села Семибугры составляет 5 километров, до районного центра Камызяка — 35 километров, до областного центра Астрахани — 54.
Уличная сеть состоит из трёх географических объектов: ул. Джабаева (в честь Джамбула Джабаева, казахского советского поэта-акына, лауреата Сталинской премии второй степени), ул. Набережная и ул. Степная.
Абсолютная высота 25 метров ниже уровня моря.
Климат
умеренный, резко континентальный, характеризуется высокими температурами летом и низкими — зимой, малым количеством осадков, а также большими годовыми и летними суточными амплитудами температуры воздуха.

## Население
| 2002 | 2010 |
| ---- | ---- |
| 290  | ↘225 |

Национальный и гендерный состав
По данным Всероссийской переписи в 2010 году, численность населения составляла 225 человек (105 мужчин и 120 женщин, 46,7 и 53,3 %% соответственно).
Согласно результатам переписи 2002 года, в национальной структуре населения казахи составляли 97 % от общей численности населения в 290 жителей.
| Национальность | Численность (2010) | Процент |
| -------------- | ------------------ | ------- |
| Казахи         | 216                | 95,2%   |
| Лезгины        | 5                  | 2,2%    |
| Не указана     | 6                  | 2,6%    |
| Всего          | 227                | 100%    |

## Инфраструктура
Есть пристань, фельдшерско-акушерский пункт.
Основной род занятий — сельское хозяйство, рыбоводство. Ловятся сом, щука, лещ, вобла и т. д.

## Транспорт
Стоит на региональной автодороге «Бирюковка — Тишково» (идентификационный номер 12 ОП РЗ 12Н 039). Остановка общественного транспорта «Село Баранний Бугор»
Просёлочные дороги. Водный транспорт.

## Археология
С 1 августа 2020 года вблизи сёл Семибугры и Бараний Бугор в дельте Волги начались археологические раскопки. По монетному материалу памятник датируется VIII—X веками. Площадь поселения — около 150 га. Среди находок —  серебряный дирхем, отчеканенный в VIII веке в арабской провинции Тунис, фрагмент металлической пластины с «тамгой», сходной по виду со знаками Рюриковичей, черепица и византийские кирпичи, которые указывают на то, что постройки в этом месте могли быть частью дворца. По версии сотрудников Астраханского музея-заповедника, здесь могла находиться столица Хазарии Итиль. Это первый опорный хазарский памятник в дельте Волги. Часть учёных ранее отождествляла Итиль с другим поселением в Камызякском районе — Самосдельским городищем, но салтово-маяцкая керамика на нём не найдена. Группа хазарских памятников объединена в Семибугоринский археологический комплекс с центральной частью у села Бараний Бугор. В окрестностях села выявлены 5 поселенческих объектов IX—X веков. В одном из них зафиксированы остатки крупного кирпичного сооружения и большого количества известкового раствора с толщиной стен около 4 м и размером 40х60 м. Возможно, постройка является погребальной конструкцией — гробницей, принадлежавшей, учитывая размеры и характер постройки, представителю элиты Хазарского каганата. Письменные исторические источники сообщают о каганской (царской) монополии на кирпичное строительство.